# Ralph Kiner
Ralph McPherran Kiner (Santa Rita, 27 ottobre 1922 – Rancho Mirage, 6 febbraio 2014) è stato un giocatore di baseball statunitense che ha giocato nel ruolo di esterno nella Major League Baseball (MLB). È stato introdotto nella National Baseball Hall of Fame nel 1965.

## Carriera
Kiner debuttò nella MLB il 12 aprile 1946 i Pittsburgh Pirates. Concluse la sua prima stagione con 23 fuoricampo ma subì anche 109 strikeout. Dopo quella stagione, i Pirates convinsero il futuro Hall of Famer Hank Greenberg a non ritirarsi. Greenberg dedicò a Kiner diverse ore di consigli, e nel 1947, Kiner guidò la MLB con 51 fuoricampo, subendo meno di 100 strikeout. Molti dei suoi home run giunsero sul lato sinistro del Forbes Field, più corto della media (in origine costruito per Greenberg e conosciuto nella stampa come "Greenberg Gardens"), che in seguito fu rinominato "Kiner's Korner".
Nel 1949 Kiner si migliorò battendo 54 fuoricampo, a soli due dall'allora record della National League di Hack Wilson. Fu il numero più alto della MLB tra il 1939 e il 1960 e il più alto nella National League dal 1931 al 1997. Kiner divenne così il primo giocatore della NL a battere 50 fuoricampo in due stagioni diverse. Tra il 1947 e il 1951 batté sempre almeno 40 fuoricampo e 100 punti battuti a casa (RBI) a stagione. Fino al 2011 fu uno dei soli sette giocatori con 30 home run e 100 RBI in quattro delle sue prime cinque stagioni, assieme a Chuck Klein, Joe DiMaggio, Ted Williams, Mark Teixeira, Albert Pujols, Ryan Howard e Ryan Braun.
Le stagioni in cui Kiner guidò la lega in fuoricampo raggiunsero le 7 nel 1952, quando ne batté 37. Per sei stagioni consecutive fu convocato per l'All-Star Game, dal 1948 al 1953. Il 4 giugno 1953, Kiner fu scambiato con Chicago Cubs in una trattativa che coinvolse dieci giocatori. A causa delle continue dispute salariali, il general manager dei Pirates Branch Rickey disse al giocatore "Siamo arrivati ultimi con te, possiamo riuscirci anche senza di te." Kiner concluse la carriera con i Cleveland Indians in 1955, prima che un infortunio alla schiena lo costringesse al ritiro all'età di 32 anni. Nel 1999, The Sporting News lo inserì al 95º posto nella classifica dei migliori cento giocatori di tutti i tempi

## Palmarès
- MLB All-Star: 6

1948-1953
- Leader della National League in fuoricampo: 7

1946–1952
- Leader della National League in punti battuti a casa: 1

1949
- Numero 4 ritirato dai Pittsburgh Pirates